# 張澤 (成化戊戌進士)
張澤（1440年—？），字尧民，山西泽州人，民籍，明朝政治人物。

## 生平
山西乡试第十三名。成化十四年（1478年）戊戌科進士。成化十五年，擔任武安县知縣，后升任河南道監察御史。丁憂服闋，弘治二年（1489年）十二月復除南京浙江道御史，升南阳府知府，十年八月考察去職。

## 家族
曾祖父張仕禮。祖父張文順。父亲張翔，曾任訓導。